# Francesc Pi de la Serra
Francesc Pi de la Serra i Valero (Barcelona, 6 de agosto de 1942), conocido artísticamente como Francesc Pi de la Serra o Quico Pi de la Serra, es un guitarrista y cantautor español en lengua catalana, uno de los históricos representantes de la Nova Cançó y posteriormente de la canción de autor y el blues.

## Trayectoria artística
Francesc Pi de la Serra nació en la calle del general Castaños, en el barrio de Santa Caterina de Barcelona y estudió en el Liceo Francés de Barcelona, lugar donde aprendió la lengua francesa y coincidió con Xavier Serrahima, Emma Cohen, Josep Maria Flotats, Jordi Mir o Eugeni Mascareñas. Interesado por el mundo de la música, fueron habituales en su primera juventud sus visitas al bar musical y de jazz en directo Jamboree de la Plaza Real de Barcelona, donde escuchó por primera vez a músicos como Francesc Burrull, Ricard Miralles y también a Lou Bennett y Wes Montgomery. Su amigo Xavier Serrahima le habló de un grupo de músicos que interpretaba canciones de Georges Brassens y en catalán. En una de sus primeras actuaciones, entabló relación con ellos, quienes poco más tarde pasaron a llamarse "Els Setze Jutges". El 22 de marzo de 1962, pasó a formar parte del grupo como guitarrista de Miquel Porter i Moix.
El 23 de agosto de 1962, Pi de la Serra debutó en directo en un concierto en La Selva del Camp cantando "Les portes" y pasó a formar parte del grupo, ya como cantante. Poco después y paralelamente, formó con unos amigos el grupo "Els 4 gats", un combo de jazz-blues-canción que grabó cuatro discos entre 1963 y 1965 y realizó diversas actuaciones en directo. En 1964 obtuvo el «Gran Premio del Disco Español» con "El home del carrer", grabada junto a René Thomas, una de sus piezas más populares, también grabada por Joan Manuel Serrat en la Banda sonora d'un temps, d'un país y por Jaume Sisa. En 1967 presentó su primer LP "Francesc Pi de la Serra" en el Palau de la Música Catalana de Barcelona. En ese mismo escenario, ya en 1968, se presentó en un recital conjunto con Raimon y Ovidi Montllor. 
Pi de la Serra tomó conciencia de la situación política y de la situación anormal de la lengua catalana durante la dictadura franquista. Sus primeras composiciones, que presentaban su aire irónico característico, sufrieron las primeras censuras y prohibiciones oficiales. Más tarde, pasó a ser él será el primer "jutge" (juez) que se convirtió en profesional de «la cançó» o canción en catalán, conjuntamente con Raimon, que no formaba parte del grupo «Els Setze Jutges». De este modo se convirtió en un cantante simbólico de la oposición y sus conciertos dieron paso a disturbios y fue sancionado por ello, como ocurrió tras la actuación celebrada en la Escuela Técnica Superior de Ingenieros Industriales de Madrid, el 17 de febrero de 1969
Tras esa primera etapa con "Els Setze Jutges", Pi de la Serra cantó en espectáculos junto a Lluís Llach, Maria del Mar Bonet, Pere Tàpias o Joan Isaac, siempre en lengua catalana. En 1974 cantó en el Teatro Olympia de París, donde grabó un disco en directo y posteriormente se presentó en Santo Domingo durante el festival «Siete días con el Pueblo», así como en Portugal, Alemania, Estados Unidos, Inglaterra, México, Cuba y Canadá. En ese mismo año se publicó su primera biografía artística escrita por Josep Maria Espinàs.
En 1979 grabó un disco junto a Maria del Mar Bonet, con el título "Quico i Maria del Mar", a la vez que continuó con sus giras por Europa. En 1982 inició su colaboración con Joan Albert Amargós y en 1983 publicó su  LP "Pijama de saliva", que será reeditado en CD en 2007 por Picap. En 1985 actuó en Barcelona junto a Paolo Conte. En 1987 colaboró en discos de Loquillo y Lluís Miquel. 
En 1988, tras cinco años sin grabar en solitario, editó el disco "Quico, rendeix-te!" y en 1989 grabó un doble disco en directo en el 
Palau de la Música Catalana, titulado "Qui té un amic" con colaboradores como Ana Belén, Luis Eduardo Aute, Joaquín Sabina y Joan Manuel Serrat.
De los años 90 en adelante se presentó en programas musicales de radio, en especial dedicados al jazz. Su ritmo de grabación de discos y de actuaciones en directo disminuyó durante los años 90. No obstante, grabó el disco "Amunt i avall" en 1995, y en 1997 "No pasarán", canciones de la guerra civil española, espectáculo que fue presentado en directo junto a Ester Formosa, pero grabado junto a Carme Canela. 
En 2007 presentó en CaixaForum de Barcelona el espectáculo "La tramuntana epigramàtica de Fages de Climent" inspirado en la obra del poeta Carles Fages de Climent, y tras muchos años sin nuevas grabaciones, editó su nuevo disco "Tot". También en 2007, fue galardonado con la Medalla de Honor del Parlamento de Cataluña en reconocimiento por su labor realizada con "Els Setze Jutges". En 2008, Pi de la Serra fue el director artístico del recién creado "Festival de Música Popular de Barcelona" (MPB), consistente en conciertos de pequeño formato por diversos locales cuyos artistas tienen como elemento común ser activos participantes de la escena musical local, no siempre sean conocidos por el gran público.
En octubre de 2011 editó su disco número 22: "Quico Labora", grabado junto a Amadeu Casas (guitarra) y Joan Pau Cumellas (armónica), retomando algunos temas propios de su trayectoria con renovados aires de blues.
El 29 de noviembre de 2014, participó en directo con la interpretación de la canción "Merda" en el espectáculo " 7 días con el pueblo, 40 años después",  celebrado en Santo Domingo,  como un homenaje a esa gesta musical celebrada en 1974.

## Discografía
- 1963 Les Corbates
- 1964 L'home del carrer
- 1966 El Senyor
- 1967 Francesc Pi de la Serra
- 1971 Disc-Conforme
- 1971 Triat i Garbellat
- 1974 No és possible el que visc
- 1974 Pi de la Serra canta les seves cançons
- 1974 Fills de Buda
- 1975 Pi de la Serra a l'Olympia
- 1976 Lluita i Compromís
- 1977 Pi de la Serra al Palau d'Esports
- 1977 Pi de la Serra a Madrid
- 1979 Quico i Maria del Mar
- 1979 Junts
- 1980 Katalonien
- 1983 Pijama de saliva
- 1988 Quico, rendeix-te!
- 1989 Qui té un amic
- 1995 Amunt i Avall
- 1997 Disco ¡NO PASARÁN!  con Carme Canela
- 2007 Tot
- 2011 QuicoLabora
- 2015 Dues tasses
- 2018 T'agrada el blues?
- 2020 Cançons de Combat